# Waldemar Jama
Waldemar Jama (ur. 1942 w Praszce) – polski artysta fotograf, uczestnik krajowych i zagranicznych wystaw, twórca plakatów.

## Życiorys
Absolwent poznańskiej ASP w 1999 r. W 2005 roku uzyskał tytuł profesora sztuk plastycznych. Fotografią zajmuje się od początku lat 60. W twórczości wykorzystuje do eksperymentów i przetworzeń dawną fotografię, negatywy. Inspiracją jest dla niego także awangarda, z której doświadczeń stara się korzystać i którą komentuje, niekiedy ironicznie. Wypowiada się zarówno w stylu dokumentalnym (Fantomy – opowieść o strachach na ptaki), jak i inscenizacyjnym (cykle: Auschwitz, Wizerunki).
W latach 60. był zrzeszony w Katowickim Towarzystwie Fotograficznym. Od 1973 r. należy do ZPAF – numer legitymacji 409. Mieszka i pracuje w Katowicach, tam też prowadzi zajęcia z zakresu fotografii na Akademii Sztuk Pięknych.

## Wystawy indywidualne
- „Requiem i Beton” – Chorzów, Poznań (1970)
- „Wizeunki I” – Galeria Fotografii ZPAF, Kraków (1976)
- „Notatki z RFN” – Galeria Fotografii, Kraków (1979)
- „Poczta-Zapis” – Galeria Fotografii, Katowice (1981)
- „Głowy” – Galeria Fotografii, Katowice (1985)
- „Wizeunki II” – Stara Galeria ZPAF, Warszawa (1986)
- „Auschwitz” – BWA, Katowice (1991)
- „Podróże” – Mała Galeria ZPAF/CSW, Warszawa (1991)
- „Wizeunki II” – Katowice; Kielce; Bielsko-Biała (1992)
- „Copenhagen Visual” – Kopenhaga, Dania (1993)
- „Copenhagen Visual” – Galeria Profil, Bratysława, Słowacja (1994)
- „Copenhagen Visual” – Galeria FF, Łódź; Mała Galeria ZPAF/CSW, Warszawa (1995)
- „Copenhagen Visual” – Galeria ZPAF, Katowice; Galeria B&B, Bielsko-Biała (1996)
- „Copenhagen Visual” – Galeria ZPAF, Kielce; Galeria ZPAF, Kraków (1997)
- „Retrospektywna wystawa fotografii” – Muzeum Historii Fotografii, Kraków (1997)
- „Retrospektywna wystawa fotografii” – Muzeum Fotografii Iaulai, Litwa (1999)
- „Ankry-Śląskie rydwany” – Mała Galeria ZPAF/CSW, Warszawa (2000)
- „Ankry-Śląskie rydwany” – Muzeum Śląskie, Katowice (2000–2001)
- „Gry wojenne” – Galeria Kronika, Bytom (2001)
- „Wizeunki V” – Galeria ASP, Katowice (2002)
- „Paralaksa” – Mała Galeria ZPAF/CSW, Warszawa (2003)
- „Paralaksa” – ASP-Nowa Oficyna, Gdańsk (2004)
- „Auschwitz” – Galeria ASP, Katowice (2005)
- „Retrospektywna wystawa fotografii” – Galeria MM, Chorzów (2005)
- „Paralaksa” i „Gry wojenne” – Galeria pf, Zamek, Poznań (2005)
- „RESTART” – Muzeum Historii Katowic, Katowice (2024)[1]

## Wystawy zbiorowe (wybór)
- „Międzynarodowy Salon Fotografii Artystycznej” – Katowice (1967 – medal srebrny; 1969 – medal brązowy FIAP; 1972 – medal brązwy)
- OWF „Człowiek i jego praca” (I nagroda) – Bydgoszcz (1974)
- V Salon Portretu Artystycznego (Grand Prix i nagroda MKiS)
- OWF „Plener Przemysłowy” (I nagroda) – Katowice (1986)
- OWF X Biennale Krajobrazu Polskiego (Grand Prix i nagroda MKiS) – Kielce (1987)
- XII Biennale (srebrny medal) – Kielce (1989)
- XIII Biennale (I nagroda) – Kielce (1995)
- MSF „Willy Heng Preis” (wyróżnienie) – Austria (1993)
- III Biennale SACRUM (wyróżnienie) – Częstochowa (1997)
- Konkurs malarstwa „Bielska Jesień” (wyróżnienie) – Bielsko-Biała (2001)
- „Polska sztuka kreacyjna” – Chalon sur Saone, Tokio, Japonia; Essen, RFN (1973–1975)
- „Fotografowie europejscy” – Berlin, RFN (1985)
- „Polska fotografia intermedialna lat 80-tych” (na specjalne zaproszenie) – Arsenał, Poznań (1988)
- „Konferencja Wschód-Zachód” – Wrocław (1989)
- „Przemoc, sex, nostalgia” – Warszawa (1990)
- „L’Anne de l’Est” – Musee de L’Elysee, Lozanna, Szwajcaria (1990)
- „Fotografia wyobraźni” – Warszawa (1991)
- MSF „Foto Triennale” – Esslingen (1992)
- II Giornalle della Fotografia – Rzym, Włochy (1993)
- „Niebo” – Galeria Chłodna, Suwałki (1993)
- „Polska fotografia współczesna” – Valkeakoski, Finlandia; Fotogalerie „Brotfabrik”, Berlin; Muzeum Het Helft, Rotterdam, Holandia (1993)
- „Polska fotografia współczesna” – Brighton Universitty (1996)
- „Fotografia 97” – Fundacja Tuleja, Kraków (1997)
- I Biennale Fotografii Polskiej „Pola indywidualności” (na specjalne zaproszenie) – Poznań (1998)
- „Obecność w nieobecności” – Mediolan (1998)
- „Obszary prywatności” – Muzeum Fotografii Iaulai, Litwa; CSW, Warszawa (1998)
- „Panorama sztuki Górnego Śląska” – Instytut Polski, Moskwa (1998)
- „Pejzaż końca wieku” – Września; Poznań; Wrocław (1999)
- Miesiąc Fotografii – Bratysława (2001)
- „Pejzaż poprzemysłowy Śląska” – Muzeum w Rattingen (2001)
- „Wokół dekady-Polska fotografia lat 90-tych” (na specjalne zaproszenie) – Muzeum Sztuki, Łódź; Muzeum Narodowe, Wrocław; GCK, Katowice; BWA, Bielsko-Biała (2002–2003)
- „Bielska Jesień” – BWA, Bielsko-Biała; Galeria Pro Angelico-Muzeum Archidiecezjalne, Katowice (2002)
- „25 lat Małej Galerii ZPAF/CSW” – Warszawa (2002)
- „Mistrzowie polskiego pejzażu” – Miejska Galeria Sztuki, Łódź (2001); Galeria B&B, Bielsko-Biała (2003)
- „Dni Kultury Śląska w Nadrenii-Westfalii” – Düsseldorf, Niemcy (2003)
- „Sztuka patrzenia” – Galeria B&B, Bielsko-Biała; Międzynarodowe Triennale Grafiki-BWA, Kraków (2003)
- „Sztuka Młodych” – Galeria Labirynt, Kłodzko (2003)
- „Katowicki Underground” – BWA, Katowice (2003)
- „EUROGRAFIK” – Galeia Lavra Ławra, Kijów, Ukraina (2003)
- „Internationale Grafik” – Horst Jansen Museum, Oldenburg, Niemcy (2004)
- VII Międzynarodowe Biennale Sztuki – Majdanek; Lublin (2004)
- „80 rocznica manifestu surrealistów” – Galeria Cyklop, Gdańsk (2004)
- „Światło przychodzi” – Labirynt VI, Kłodzko (2004)
- „Gdzie jesteśmy” – Stara Galeria ZPAF, Warszawa (2005)
- „Ikona, okno do nieba” – Galeria Fra Angelico, Katowice (2005)
- „Vedute di Silesia” – Ruiny Teatru Miejskiego, Gliwice (2005)
- „Widzieć siebie” – Nove Mesto, Czechy (2005)

## Nagrody i odznaczenia
- Srebrny Medal „Zasłużony Kulturze Gloria Artis” (2009)[2][3]
- Dyplom i medal ZPAF „Za wybitne osiągnięcia twórcze w dziedzinie fotografii” (1997)
- Stypendysta Ministra Kultury i Sztuki (1981, 1998)

## Albumy fotograficzne
- „Droga Krzyżowa w Kościele Akademickim” (1995)
- „Cmentarze Katowic” (1997)
- „Fotografia – Waldemar Jama” (2002)

Prace w zbiorach publicznych:
- Centrum Sztuki Współczesnej w Warszawie,
- Muzeum Narodowe we Wrocławiu,
- Muzeum Historii Fotografii we Wrocławiu,
- Fundacja Tuleja w Krakowie,
- Galeria Wymiany w Łodzi
- Muzeum Historii Katowic,
- Musée de l’Elysée w Lozannie,
- Stadtmuseum Esslingen.